# Lasioglossum hudsoniellum
Lasioglossum hudsoniellum är en biart som först beskrevs av Cockerell 1919. Den ingår i släktet smalbin och familjen vägbin. Inga underarter finns listade i Catalogue of Life.

## Beskrivning
Huvudet och mellankroppen är guldgröna till blågröna. Hos honan är Clypeus och labrum rödbruna till orange, medan käkarna är orange till gula. Hos hanen ; hos hanen är clypeus övre halva gul medan labrum och käkarna är ljusgula. Antennerna är mörkbruna hos båda könen, vingarna är halvgenomskinliga med ljust brungula ribbor och vingfästen. Hos honan är bakkroppen övervägande orangegul, med halvgenomskinligt gula bakkanter på tergiter och sterniter och inblandning av rödbrun färg på tergiterna 3 till 5. Hos hanen är bakkroppen genomgående rödbrun, dock är tergiternas och sterniternas kanter rödorange till halvgenomskinligt gula. Behåringen är hos båda könen vitaktig till rent vit och tämligen gles, tätare över nederdelen av ansiktet, speciellt hos hanen. Hos honan är även behåringen på tergiterna 3 till 5 kraftig. Kroppslängden är 4 till 5,4 mm hos honan, 3,2 till 4,2 mm hos hanen.

## Utbredning
Utbredningsområdet sträcker sig från det sydöstligaste hörnet av Alberta och det sydvästligaste hörnet av Saskatchewan, båda i Kanada, över Montana i USA och söderöver i en vidgande triangel till östra Arizona, New Mexico och större delen av Texas. Arten är sällsynt i Kanada, vanligare i södra delarna av utbredningsområdet.

## Ekologi
Habitatet utgörs främst av prärier. Arten är polylektisk, den flyger till blommande växter från flera familjer, som korgblommiga växter (släktet Chrysothamnus och solros), ärtväxter (släktet Dalea), blågullsväxter (Giliasläktet) samt slideväxter (släktet Eriogonum).
Arten är ettårigt eusocial, den är samhällsbildande med arbetare som hjälper den samhällsgrundande honan/drottningen, den enda från det gamla boet som övervintrat, att ta hand om avkomman. Boet är underjordiskt.